# Kolposkopija
Kolposkopija predstavlja pregled grlića materice i dela vagine i vulve. To je pomoćna dijagnostička metoda, koja ima za cilj određivanje rasporeda abnormalnog skvamoznog epitela i preciziranje delova iz kojih se može uzeti tkivo za biopsiju. U navedene svrhe koristi se izvor jake svetlosti i kolposkop (aparat koji je za ovu namenu konstruisan 1925. godine) sa uveličanjem 20-50 puta.
Osnovni značaj ove metode se ogleda u ranoj dijagnostici karcinoma.
Kolposkopija je danas opšte prihvaćena metoda zbog dragocenog doprinosa u otkrivanju malignih promena. Međutim, ona je kao i brojne druge metode doživela promene, tako da je danas znatno usavršena. Rezultat toga je i kolpomikroskopija – metoda u kojoj se epitel posmatra specijalnim mikroskopom sa jakom veštačkom svetlošću u vagini i uveličavanjem do 200 puta.

## Indikacije
Većina žena se podvrgava kolposkopiji nakon  abnormalnih rezultata papanikolau testa
Drugi razlozi zbog kojih se predlaže kolposkopija uključuju:
- procena izloženosti dietilstilbestrolu (DES) u materici,
- imunosupresija kao što je HIV infekcija ili nakon transplantacije organa
- abnormalan izgled grlića materice
- kao deo forenzičkog pregleda seksualnog napada korišćenjem specijalizovanog kolposkopa opremljenog kamerom[2]

Kolposkopija se generalno ne izvodi kod žena sa rezultatima papanikolau testa koji pokazuju skvamoznu intraepitelnu leziju niskog stepena (LSIL) ili manje, osim ako osoba nema vidljivu leziju, jer tada kolposkopija za ovu populaciju ne otkriva recidiv raka. 

## Kolposkopski pregled
Pre izvođenja same procedure pacijent se detaljno informiše o načinu izvođenja, cilju i metodskom pristupu tretmana. 
Neposredno pre same intervencije, žena isprazni mokraćnu bešiku, a tokom pregleda ona se nalazi u ginekološkom položaju na odgovarajućem stolu. Lekar koji vrši pregled sedi ispred ginekološkog stola, kao i za svaku drugu intervenciju. Prvo se plasira i fiksira spekulum, a porcija koja se posmatra se prebriše suvim sterilnim tupferom gaze i potom tupferom natopljenim u 3% rastvor sirćetne kiseline.
Sastavni deo kolposkopskog pregleda je i Šilerova jodna proba, koja se sastoji u premazivanju površine posmatrane porcije Lugolovim rastvorom pomoću dugačkog štapića. Jodom iz Lugolovog rastvora se zdrav epitel oboji tamno mrko, dok patološki promenjen pločasti epitel i zdrav cilindrični epitel ostaju svetli. Jod pozitivna proba znači da je pločasti epitel zdrav, odnosno da na tom mestu verovatno nema karcinoma. Jod negativna proba znači da je epitel ostao svetle boje i da je sumnjiv, između ostalog na karcinom. Kad kolposkopija pokaže prisustvo sumnjivog epitela, obavezno se vrši ciljana biopsija.

## Tumačenje rezultata
Jedan od modela koji sa primenjuje za bodovanje nalaza kolposkopije je Swede Score, koji dodeljuje ocenu između 0 i 2 za pet različitih parametara, na osnovu onoga što je vidljivo tokom kolposkopije. Ov o je prikazano u donjoj tabeli:
| Pokazatelj                 | Ocene               | Ocene                                                    | Ocene                                                                 |
| Pokazatelj                 | 0                   | 1                                                        | 2                                                                     |
| -------------------------- | ------------------- | -------------------------------------------------------- | --------------------------------------------------------------------- |
| Upijanje sirćetne kiseline | 0 ili transparentan | Senovito, mlečno                                         | Izrazito, nalik stearinu                                              |
| Margine i površina         | 0 ili difuzno       | Oštri, ali nepravilni, nazubljeni, "geografski" sateliti | Oštra i ujednačena, razlika u nivou površine                          |
| Krvni sudovi               | Dobro, redovno      | Odsutni                                                  | Grubi ili atipični                                                    |
| Veličina lezije            | < 5 mm              | 5–15 mm ili obuhvata 2 kvadranta                         | > 15 mm ili obuhvata 3–4 kvadranta ili je endocervikalno nedefinisano |
| Bojenje jodom              | Braon               | Bledo ili tačkasto žuto                                  | Izrazito žuto                                                         |

Ukupan rezultat za Swede Score kreće se između 0 i 10. 
Skor od:
- 5 ili više ukazuje potencijalne lezije visokog stepena (HGL)
- 8 ili više da pacijent ima 90% šanse da bude HGL

Skor ispod 5 ne zahteva biopsiju zbog niskog rizika od raka, rezultat od 5 do 7 zahteva biopsiju, a rezultat 8 ili više ne zahteva biopsiju jer je verovatno efikasnije intervenisati direktno (npr. ekscizijom).

## Komplikacije
Značajne komplikacije nakon kolposkopije nisu uobičajene, ali mogu uključivati:
- krvarenje,
- infekciju na mestu biopsije
- infekciju endometrijuma
- neuspeh u identifikaciji lezije.

- određeni stepen nelagodnosti tokom kiretaže ili tokom biopsije.

## Galerija
- Displazija materice
- Normalni izgled grlića materice

## Literatura
- Mladenović D, Bogdanović Z, Mihailović A: Akušerstvo sa negom, Zavod za udžbenike i nastavna sredstva, Beograd, 2001.
- Živanović B. Vida: Zdravstvena nega u ginekologiji i akušerstvu, Univerzitet u Beogradu, Beograd 2004.